# مونزور (گروه موسیقی)
گروه مونزور (به ترکی: Grup Munzur)، یک گروه موسیقی در کشور ترکیه است که در سال ۱۹۹۲ در شهر ازمیر تأسیس شد. گروه مونزور به واسطهٔ ترانه‌سرایی اعتراضی شناخته شده‌است و چند تن از اعضای گروه به خاطر تلاش برای ادامهٔ فعالیت‌های هنری‌شان دستگیر شده‌اند. گروه مونزور هرساله در جشنوارهٔ فرهنگ و طبیعت مونزور که در استان تونج‌ایلی برگزار می‌شود به اجرای موسیقی می‌پردازند. هنرمندان گروه مونزور به‌واسطهٔ گرایش‌شان به جنبش مائوئیستی شهرت دارند.

## آلبوم‌ها
1. ترانهٔ پدرت، ۱۹۹۳، Babanın Türküsü
2. همه باهم، ۱۹۹۵، Hep Birlikte
3. شب‌های شعله‌ور، ۱۹۹۷، Tutuşturun Geceleri
4. انتظار نداشته‌باشید، ۲۰۰۰، Beklenen Uzak Değil
5. پاسخ بهار، ۲۰۰۳، Bahara Çağrı
6. عنقای سرخ، ۲۰۰۸، Kızıl Anka
7. فریاد، ۲۰۱۰، Haykırış
8. سنگین مانند گلولهٔ هوا، ۲۰۱۶، Hava Kurşun Gibi Ağır